# تمارا دودا
تمارا أناتوليفنا دودا (بالأوكرانية: Тамара Анатоліївна Дуда)(ولدت في 5 يناير 1976)، والمعروفة باِسم تمارا هوريكا زرنية (بالأوكرانية: Тамара Горіха Зерня)، هي كاتبة ومترجمة أوكرانية. بعد أن اشتهرت بصفحتها على فيسبوك التي كانت كمتطوعة في دونباس خلال المراحل الأولى من الحرب الروسية الأوكرانية، أصبحت دودا منذ ذلك الحين روائية، حيث فازت روايتها الأولى ابنة Daughter عام 2019 بجائزة شيفتشينكو الوطنية لعام 2022.

## الحياة والتعليم
ولدت دودا في كييف عام 1976، كان والدها فيزيائيًا من نيدريهايليف، بينما كانت والدتها تعمل مدرسًا للرياضيات من سومي. في عام 1992 تخرجت دودا من ليسيوم العلوم الإنسانية الأوكرانية. في العام التالي، بدأت دراسة الصحافة في جامعة تاراس شفتشينكو الوطنية في كييف وتخرجت منها عام 1998.
بين عامي 2003 و 2005، درست دودا في جامعة كييف الدولية، وبعد ذلك بدأت في العمل لمدة عشرين عامًا كمترجمة للنصوص الاقتصادية من الإنجليزية إلى الأوكرانية.